# Armes chimiques pendant la guerre civile syrienne

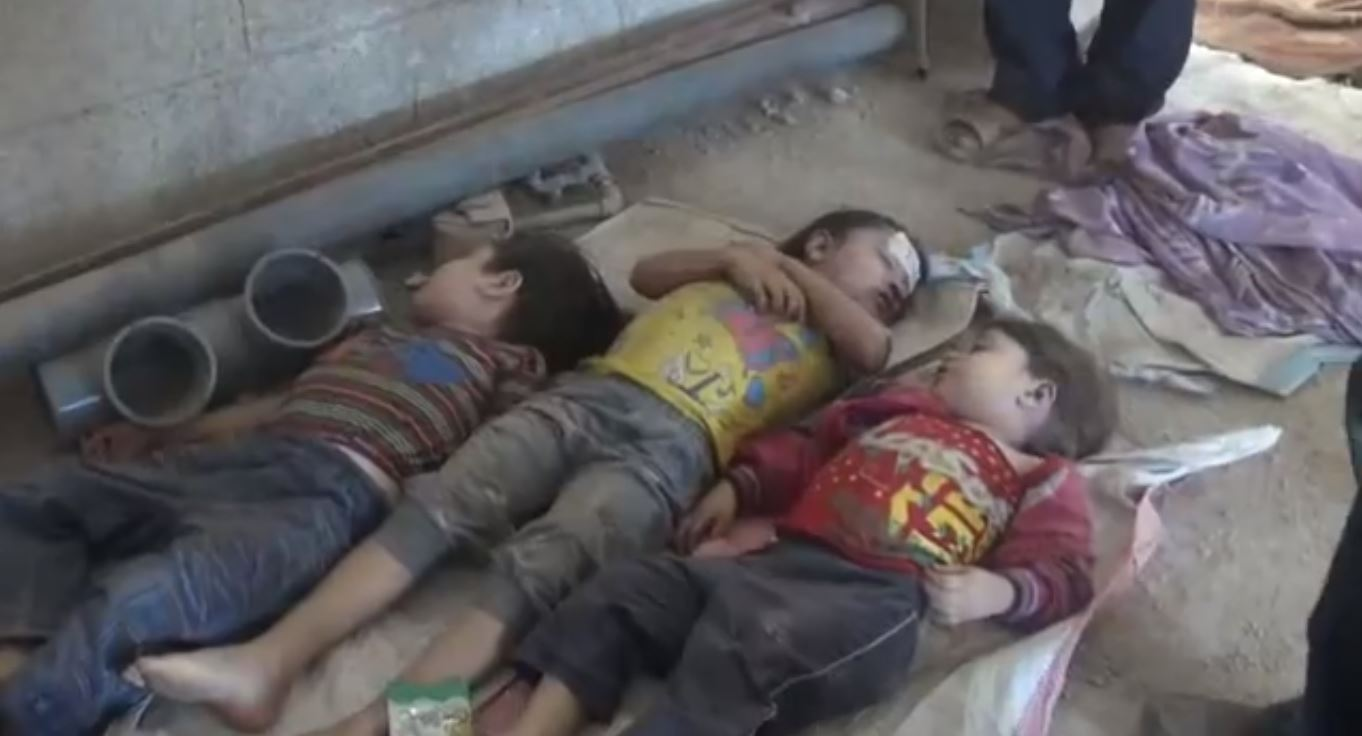
Victimes du massacre de la Ghouta en 2013.

Des armes chimiques sont employées au cours de la guerre civile syrienne. L'utilisation de gaz sarin, du chlore et de gaz moutarde est observée pendant le conflit. La grande majorité des attaques chimiques (plus de 200 à 300, selon diverses ONG et services de renseignements) sont le fait du régime syrien (essentiellement aux agents inervants et au chlore gazeux),,,,,,,, mais l'État islamique en fait également usage (5 attaques au gaz moutarde documentées), ainsi que, peut-être, les rebelles.
Selon des ONG médicales et humanitaires, les armes chimiques du régime auraient fait près de 2 000 morts de fin 2012 à mi-2017.
Les attaques chimiques ont principalement causé des victimes parmi les civils, essentiellement dans des zones aux mains de l'opposition. Le massacre de la Ghouta, le 21 août 2013, le massacre de Khan Cheikhoun, le 4 avril 2017, et l'attaque chimique de Douma, le 7 avril 2018 sont les attaques chimiques les plus meurtrières du conflit, elles font essentiellement des victimes civiles.

## Armes chimiques du régime syrien

### Conception des armes chimiques avant la guerre civile
Lorsque la guerre civile éclate, la Syrie fait partie des huit pays au monde — avec l'Angola, la Corée du Nord, l'Égypte, Israël, la Somalie et le Soudan du Sud — à ne pas avoir signé la Convention sur l'interdiction des armes chimiques, entrée en vigueur en 1997. Elle a cependant rejoint en 1968 le Protocole de Genève, qui comporte un engagement moral à ne pas utiliser d'armes chimiques, mais qui n'encadre ni la possession ni la production de ces armes,. Le régime syrien a passé les dernières décennies à constituer et amasser l'un des plus gros stocks d'armes chimiques. Sous la pression de la communauté internationale, après le massacre de la Ghouta, la Syrie rejoint la Convention sur l'interdiction des armes chimiques en 2013 et s'engage à communiquer des informations sur la quantité et l'origine de ses armes chimiques, informations qui ne seront jamais publiées par la Convention. Jusqu'en 2022, le régime ne tient cependant pas ses engagements.
Des témoignages de plusieurs scientifiques syriens sont recueillis par Mediapart en 2017. Ces derniers affirment avoir accepté de participer à l'élaboration d'armes chimiques afin que la Syrie puisse disposer d'une arme dissuasive contre Israël qui disposait de son côté de l'arme nucléaire. Mais ils se sont ensuite opposés ou ont émis des réserves à l'utilisation de ces armes contre les populations civiles syriennes au début de la guerre civile et ont choisi de fuir le pays par craintes de représailles. Selon eux, c'est dès 2009, après la révolution verte en Iran, que le régime syrien décide d'utiliser des gaz de combat, en particulier le sarin, en cas de soulèvement de sa propre population. L'idée aurait été émise par Ali Mamlouk, le chef des renseignements syriens. Sept bases aériennes militaires sont utilisées pour servir d'installation de systèmes de stockage des précurseurs du sarin et de dispositifs de remplissage des bombes et des munitions. Quels que soient les groupes suspectés d'être impliqués, une partie des munitions au sarin utilisées dans la guerre ont été fabriquées directement en Syrie par le régime. D'une capacité d'une soixantaine de litres et nécessitant des traitements particuliers, seuls une entité gouvernementale et du personnel formé ont pu les maintenir et les déplacer.
Le régime syrien dispose de sarin depuis les années 1980, qu'il synthétise suivant une procédure particulière avec la présence de deux produits : le diisopropyl méthylphosphonate (en) (DIMP) et l'hexamine. Selon Mediapart « La présence des deux constitue la signature caractéristique du sarin syrien ». D’après Brad Roberts, le régime était alors déjà capable de frapper Israël avec des armes chimiques en deux minutes. Le développement des armes chimiques est effectué par le Centre d'études et de recherches scientifiques (CERS), un complexe scientifique et militaire divisé en cinq départements, rattaché directement à la présidence et étroitement surveillé par l'armée et les Moukhabarat. Le département chimie (également appelé le département 3000, puis le département 5000) est dirigé en 2017 par Zouhair Fadhloun et dépend des services de Renseignement de l'Armée de l'Air. Basé dans le quartier de Barzeh à Damas, il dispose également de plusieurs sites dans le désert, notamment à Dumayr. Il dispose également d'une emprise à Jamrayah, près du Palais présidentiel de Bachar el-Assad, et à Mayssaf, près de Homs.

### Origine de l'arsenal chimique syrien
La Russie, l'Arménie et l'Allemagne ont été les principaux fournisseurs de technologie et de matières premières pour le programme syrien de production d'armes chimiques,.
En réponse au député allemand Jan Van Akten du parti Die Linke, le ministère de l'économie allemande précise que des composés chimiques entrant dans la composition du gaz chimique sarin tels que le fluorure de sodium, l'acide fluorhydrique et l'hydrogène fluoré ont été exportés en 2002-2003 à hauteur de 40 tonnes puis 97 tonnes en 2005-2006 pour un montant de 174 000 euros. Le feu vert à la livraison est donné sous le gouvernement de Gerhard Schröder puis sous celui de Angela Merkel après avis des services secrets indiquant que « l'usage civil était possible ».
En août 2017, un rapport de l'ONU affirme que deux convois nord-coréens à destination de la Syrie ont été interceptées par deux États membres de l'ONU au cours de l'année 2017. Ces marchandises proviendraient du Korea Mining and Development Trading Corporation (en) (Komid) — un exportateur d'armes nord-coréen figurant depuis 2009 sur la liste noire du Conseil de sécurité de l'ONU — et avaient comme destinataire des organismes syriens utilisés comme des sociétés-écrans pour le Centre d'études et de recherches scientifiques syrien (CERS). Une commission d'experts de l'ONU enquête alors sur « une coopération interdite entre la Syrie et la Corée du Nord sur des armes chimiques, des missiles balistiques ».

### Utilisation du sarin entre 2012 et 2013
En juillet 2011, le régime ordonne au Centre d'études de recherches scientifiques (CERS) la production de munitions de petite taille — comme des obus, des grenades ou des ogives de roquettes — adaptées à l'usage d'armes chimiques. Les unités d'hélicoptères reçoivent leurs premières grenades de sarin. La première utilisation de sarin lors du conflit syrien est signalée en octobre 2012 à Kafr Takharim et Salqin, à 60 kilomètres à l'ouest d'Alep. Selon le Ministère français des Affaires étrangères, les gaz de combat ont été utilisés à près de 130 reprises par le régime syrien entre octobre 2012 et avril 2017. Selon les ONG médicales et humanitaires, ces attaques auraient fait près de 2 000 morts.
Le régime syrien reconnaît officiellement disposer d'armes chimiques le 23 juillet 2012, il menace alors de les utiliser contre les forces occidentales si ces dernières devaient intervenir militairement en Syrie,,.
Le 20 août 2012, le président des États-Unis Barack Obama avertit le « régime Assad, mais aussi à d'autres acteurs sur le terrain » que « le moindre mouvement ou emploi d'armes chimiques » aurait « d'énormes conséquences » et constituerait une « ligne rouge »,,,. Si cette dernière devait être franchie, le président américain menace d'une possible intervention militaire : « Jusqu'ici, je n’ai pas donné l’ordre d’intervenir militairement. [...] Si nous commencions à voir des quantités d’armes chimiques déplacées ou utilisées, cela changerait mon calcul et mon équation ». Cette position également endossée deux jours plus tard par le Premier ministre britannique David Cameron. Le 27 août 2012, le président français François Hollande déclare également que l'emploi d'armes chimiques par le régime syrien serait « une cause légitime d'intervention directe »,.
À partir du mois de mars 2013, selon le journal Le Monde, les troupes du régime syrien commencent à utiliser des armes chimiques contre les rebelles dans la Ghouta orientale : une enquête est menée sur le terrain par le journaliste Jean-Philippe Rémy et le photographe Laurent Van der Stockt, qui se rendent en avril dans le quartier de Jobar, contrôlé par l'Armée syrienne libre, à l'est de Damas. Ils y sont témoins à plusieurs reprises d'attaques à l'arme chimique par l'armée syrienne, Laurent Van der Stockt étant même légèrement blessé,. Selon Jean-Philippe Rémy : « Pas de diffusion massive, sur des kilomètres, mais un usage occasionnel et localisé par les forces gouvernementales, visant les points de contact les plus durs avec un ennemi rebelle tout proche ». Les deux envoyés spéciaux regagnent ensuite la France avec des vêtements et des échantillons de sang, d'urine et de cheveux, fournis par des médecins de plusieurs hôpitaux de fortune et des insurgés, et prélevés principalement sur des combattants rebelles de Jaych al-Tahrir al-Cham actifs à Jobar et Zamelka, car les plus exposés,. Les analyses, menées par le Centre d'études du Bouchet, dépendant de la Direction générale de l'Armement (DGA), confirment l'utilisation du gaz sarin,,,.
Le 23 avril 2013, le général Itaï BrunPuis, le chef du département de recherche et d'analyse au sein de la division du renseignement de l'armée israélienne, déclare que les forces de Bachar el-Assad ont fait usage de l'armée chimique : « Pour autant que nous sachions en fonction de notre expertise, le régime a utilisé des armes chimiques mortelles contre les rebelles lors d'une série d'incidents ces derniers mois ». Le même jour, le porte-parole de la Maison-Blanche, Jay Carney, affirme cependant que les États-Unis ne sont « pas parvenus à la conclusion » que ce type d'armes ait été employés en Syrie. Mais le 25 avril 2013, les États-Unis changent de ton et affirment pour la première fois, ainsi que le Royaume-Uni, que le régime syrien a probablement utilisé des armes chimiques,. Le secrétaire à la Défense des États-Unis, Chuck Hagel, affirme alors que : « La communauté américaine du renseignement conclut, avec différents degrés de certitude, que le régime syrien a utilisé des armes chimiques à petite échelle en Syrie, en particulier du sarin »,. Cependant la Maison Blanche se montre plus prudente et indique que les évaluations du renseignement n'apportent pas de « preuves formelles » suffisantes,. De son côté, un porte-parole du ministère britannique des affaires étrangères affirme que Londres a « des informations limitées mais convaincantes de plusieurs sources montrant l'utilisation d'armes chimiques en Syrie, y compris du gaz sarin ».
Le 4 juin 2013, la France affirme être certaine de l'utilisation de gaz sarin en Syrie par le régime de Bachar el-Assad, « à plusieurs reprises et de façon localisée » selon le ministre des Affaires étrangères Laurent Fabius,,. Le lendemain, le Royaume-Uni affirme à son tour être convaincu de l'usage de sarin, « très probablement du fait du régime ». Cependant les États-Unis se montrent dans un premier temps plus prudents, estimant le 4 juin qu'il convenait d'« augmenter le faisceau des preuves ». Mais le 14 juin 2013, les États-Unis affirment à leur tour être désormais certains de l'utilisation d'armes chimiques par le régime de Bachar el-Assad et annoncent qu'ils vont fournir une assistance militaire directe à l'Armée syrienne libre,. Ben Rhodes, conseiller du président américain, déclare alors : « Au terme d’un examen mûrement réfléchi, nos services de renseignement sont arrivés à la conclusion que le régime d’Assad avait utilisé contre les opposants des armes chimiques, y compris du gaz sarin, à petite échelle mais à de multiples reprises l’an dernier ». Il affirme également que les attaques chimiques en Syrie ont fait au moins 100 à 150 morts depuis le début du conflit, mais estime ce bilan « probablement incomplet »,. La Syrie et la Russie contestent ces accusations. Alekseï Pouchkov, le président de la commission des Affaires étrangères de la Douma, déclare notamment que : « Les informations sur l'utilisation par Assad d'armes chimiques sont des faux du même ordre que les mensonges concernant les armes de destruction massive de Saddam ».
Le 30 juin 2013, les États-Unis affirment qu'il existe des preuves indéniables que le gouvernement de Bachar el-Assad a utilisé des quantités limitées d'armes chimiques, à plusieurs reprises, contre les forces rebelles sans toutefois présenter de preuves tangibles.
Le 5 août 2013, l'opposition accuse à nouveau le gouvernement d'avoir utilisé des armes chimiques et documente les souffrances des victimes dans une séquence vidéo. 400 personnes auraient été concernées par cette attaque, intervenue dans les faubourgs de Damas, à Adra et Douma. Le type exact d'arme chimique n'a pas été identifié. Ces attaques chimiques, qui auraient touché plus de 400 civils, selon deux ONG syriennes, le  Centre de documentation des violations et le Centre syrien pour les médias et la liberté d’expression, font l'objet d'une plainte pour crimes contre l’humanité et crimes de guerre, déposée le 1er mars 2021 à Paris,.
Fin mars 2013, les États-Unis, la France et le Royaume-Uni demandent à l'ONU l'envoi d'une mission d'enquête pour vérifier les différentes accusations d'emploi d'armes chimiques. La Syrie dépose également une requête mais uniquement pour une mission dans le seul village de Khan al-Assal, où le régime accuse les rebelles d'avoir fait usage d'armes non conventionnelles,. Le 21 mars, le Secrétaire général des Nations unies, Ban Ki-moon, annonce l'ouverture d'une enquête pour vérifier « toutes les allégations ». Une équipe des Nations unies est formée], dirigée par Åke Sellström et constituée de quinze experts originaires de pays « neutres » nordiques, latino-américains ou asiatiques, mais le régime syrien refuse de la laisser entrer sur son sol et elle se retrouve bloquée à Chypre,,. La raison invoquée par la Syrie est qu'elle demandait une expertise sur le village de Khan Aassal uniquement, et qu'elle refuse que l'ONU enquête sur la totalité du territoire syrien compte tenu « du rôle négatif qu'elle a joué en Irak et qui a ouvert la voie à l'invasion américaine » de 2003.
En attendant, les enquêteurs passent au crible toutes les informations disponibles en provenance de la Syrie, notamment en interrogeant des médecins et des réfugiés qui auraient été témoins de potentielles attaques chimiques. En mai, une enquête en Turquie essaie de déterminer si des réfugiés syriens ont été exposés à des armes chimiques. Début juin, des rapporteurs à l'ONU se déclarent prudents sur la « question délicate des armes chimiques », et citent quatre cas où « il y a des raisons de croire que de petites quantités d’agents chimiques ont été répandues ». La membre de la commission d'enquête Carla Del Ponte déclare attendre que « des experts disent par qui, quand et comment, ces armes ont été utilisées » et confiait que « d’expérience, dans un conflit, des crimes sont commis par tous les camps ». Fin juin, le président de la Commission d'enquête de l'ONU sur la Syrie déclare que la même incertitude règne encore. Fin juillet, la Syrie finit par donner son feu vert à l'ONU pour une mission de quatorze jours sur trois sites : Khan al-Assal, près d'Alep ; Otaybah, près de Damas ; et Homs,. Les enquêteurs de l'ONU arrivent à Damas le 18 août 2013.
L'attaque chimique la plus meurtrière a lieu le 21 août 2013 en banlieue de Damas, dans les localités de Jobar, Zamalka, Ain Tirma, et Hazza. Le nombre des victimes varie, selon les sources entre 281 et 1 429 morts et 3 600 blessés. Elle fait l'objet d'une plainte pour crimes contre l’humanité et crimes de guerre, déposée le 1er mars 2021 à Paris,.

### Menaces de frappes aériennes occidentales en 2013
Cette attaque chimique manque de faire basculer le conflit syrien. Fin août 2013, estimant que la « ligne rouge » est franchie, le Royaume-Uni, la France et les États-Unis, malgré la réticence de leurs opinions nationales, menacent la Syrie d'une intervention militaire punitive, sans passer par un accord de l'ONU. Laurent Fabius exprime son souhait d'une « réaction de force » des principaux pays occidentaux. Alors que la France a déjà annoncé des frappes, le parlement britannique bloque l'intervention militaire de la Grande-Bretagne, et Barack Obama, effectuant une volte-face, décide contre toute attente de différer les frappes pour s'en remettre au Congrès. La France, abandonnée par ses partenaires, est contrainte de suspendre (temporairement, puis définitivement) son projet de frappes aériennes.
En 2014, un rapport de l'ONU établira que « les preuves rassemblées concernant la nature, la qualité et les quantités de produits utilisés le 21 août indiquent que les responsables avaient probablement accès à l'arsenal chimique de l'armée syrienne, ainsi qu'à l'expertise et aux équipements nécessaires » et que les agents chimiques utilisés dans l'attaque de Khan al-Asal avaient, sans équivoque, les mêmes caractéristiques que ceux utilisés dans l'attaque de la Ghouta,,.

### Désarmement de l'arsenal chimique gouvernemental déclaré
Le 9 septembre 2013, au vu des menaces américaines après le massacre de la Ghouta, la Russie demande à la Syrie de placer son arsenal chimique sous contrôle international, et l'ONU adopte la résolution 2118 obligeant le régime syrien à démanteler son arsenal chimique sous la supervision d'une mission conjointe de l'ONU et de l'Organisation pour l'interdiction des armes chimiques (OIAC).
Le 14 septembre 2013, les États-Unis et la Russie annoncent à Genève qu'ils ont trouvé un accord concernant l'abandon, par le régime syrien, de son arsenal chimique. Cette avancée diplomatique permet à Bachar el-Assad de plaider la transparence et la bonne foi, tandis que Barack Obama et François Hollande reformulent à la baisse leurs menaces d'intervention militaire et trouvent une issue à la question de la « ligne rouge » sous réserve de la mise en application et du contrôle de cet accord. À cette occasion, la Syrie intègre officiellement la convention sur l'interdiction des armes chimiques.
L'OIAC précise que les inspecteurs ne disposent que des informations fournies par le régime. Un inspecteur explique à la BBC : « Tout ce que nous pouvions faire était de vérifier ce qui nous avait été dit était là (...). Le problème avec la Convention sur les armes chimiques est que tout est basé sur la confiance ». Or l'OIAC a identifié ce qu'elle appelle « des lacunes, des incohérences et des divergences » dans la déclaration syrienne.
Début janvier 2014, 1 300 tonnes provenant de l'arsenal chimique du camp gouvernemental sont mises sous séquestre et les équipements de production détruits,. En revanche, le transfert du stock est retardé.
À la demande des États membres, l'ONU nomme une commission pour enquêter sur l'usage d'armes chimiques dans 16 attaques distinctes. Sept d'entre elles ont pu faire l'objet d'une enquête et 9 autres ont été écartées « faute d'informations suffisantes ou crédibles ». Dans 4 cas, les inspecteurs de l'ONU ont pu confirmer l'usage de gaz sarin. Les responsabilités en la matière ne sont pas pour autant éclaircies et leur rapport se contente de constater, sans accuser aucune des parties.
Le 17 juin 2014, à deux semaines du délai fixé (30 juin), l'OIAC fait le bilan du programme de neutralisation de l'arsenal chimique du camp gouvernemental, mené en coordination avec l'ONU. L'organisation estime que 8 % des armes chimiques restent à déplacer pour entamer leur processus de destruction. Les agents toxiques ont été conditionnés et rassemblés sur un même site mais ne peuvent être évacués pour des raisons de sécurité, selon les autorités syriennes. Le gouvernement syrien a accepté la méthode proposée pour le démantèlement de 12 sites de surface utilisés pour la production. Les échanges se sont poursuivis concernant la destruction des sites souterrains où il restait 8 % de l'arsenal chimique
En janvier 2014, Olivier Lepick déclare : « Ce dont on est certain, c’est qu’une très grande partie de ce stock est aujourd’hui identifié, mis sous scellés et sous contrôle de la communauté internationale. Mais on n’a absolument aucune certitude qu’ici ou là quelques centaines de kilos d’agents chimiques militaires aient pu être dissimulés à la sagacité des inspecteurs internationaux. Mais ce qui est rassurant dans cette affaire, c’est que l’autre certitude, c’est que quoi qu’il arrive, la Syrie ne pourra pas reprendre la production d'un arsenal chimique militaire avant de très nombreuses années car ses capacités de production, de stockage ont été démantelées, et ça de façon certaine ».
Le 5 janvier 2016, l'OIAC déclare que 100 % de l'arsenal chimique déclaré par la Syrie — en majorité constitué de gaz moutarde et de sarin — a été détruit, même si des doutes subsistent,, notamment à cause de la reprise des attaques chimiques par la suite. L'OIAC continuait de travailler pour « clarifier la déclaration syrienne » et mettre au clair les « utilisations continues d'armes chimiques dans ce pays » à cette date.
En avril 2017, la DGSE publie un recensement de près de 130 « allégations d'emploi d'armes chimiques » entre octobre 2012 et avril 2017, toutes contre des zones contrôlées par l'opposition, sur des positions tenues par des combattants et sur des objectifs civils. Sur ces 130 recours aux gaz de combat, une vingtaine a lieu avant l'accord russo-américain sur la destruction de l'arsenal chimique syrien, et plus d'une centaine a lieu après.
En juillet 2020, à la suite du rapport de l'OIAC imputant la responsabilité d'une attaque au sarin sur Latamné en 2017, l'organisation écrit dans son rapport qu'il est « établi que la République arabe syrienne n'a pas déclaré et détruit toutes ses armes chimiques et ses installations de production d'armes chimiques ».
En octobre 2020, deux ONG remettent un rapport de 90 pages concernant l'arsenal chimique syrien à l'OIAC ainsi qu'à la justice. Le rapport se base notamment sur des documents internes authentifiés et les témoignages de 50 anciens militaires et employés du Centre d’études et de recherches scientifiques (CERS) ayant déserté. Le rapport affirme que des armes chimiques ont été déplacées en septembre 2013 et cachées aux inspecteurs de l'OIAC, il établit l'existence de nouveaux lieux de fabrication et assemblages d'armes chimiques et retrace les filières d'importation de produits chimiques, en particulier des précurseurs permettant la fabrication de sarin,,.
Le 11 décembre 2020, l'OIAC déclare au sujet de la déclaration initiale de la République arabe syrienne concernant son programme et son stock d’armes chimiques : « Compte tenu des lacunes, des incohérences et des divergences qui ne sont pas résolues, la déclaration soumise par la Syrie ne peut toujours pas être considérée comme exacte et complète ». Et l'OIAC ajoute que trois questions concernant la déclaration de la Syrie ont été closes mais que 19 autres restent en suspens.

### Attaques au chlore
Après son entrée dans l'Organisation pour l'interdiction des armes chimiques (OIAC) et le démantèlement au moins partiel de son arsenal chimique, le régime syrien commence à recourir au chlore à partir d'octobre 2013,. Son utilisation par l'armée syrienne est prouvée en 2016 par le Joint Investigative Mechanism (JIM), la commission d'enquête conjointe de l'ONU et de l'OIAC,,. Le chlore n'est pas un neurotoxique et en raison de son usage civil fréquent, il n'est pas classé comme une arme chimique, ce qui permet au régime d'en importer légalement. Le chlore est utilisé de manière régulière par les troupes loyalistes,,. Ainsi, selon Amnesty International, des dizaines d'attaques au chlore auraient été commises par le régime syrien pendant l'année 2015. Cependant il ne cause pas autant de victimes que le sarin,. Selon Olivier Lepick, spécialiste des armes chimiques dans le think tank de la Fondation pour la recherche stratégique, le chlore « possède une toxicité à peu près 10 000 fois inférieure à celle du sarin ».
Une enquête commanditée fin avril à la suite de cette attaque et menée par l'Organisation pour l'interdiction des armes chimiques (OIAC) a conclu que « des agents chimiques toxiques, probablement des agents irritants pour les voies respiratoires, comme le chlore, ont été utilisés de manière systématique dans un certain nombre d'attaques ». Selon le rapport, les accusations « ne peuvent être rejetées comme étant non connectées, aléatoires, ou d'une nature attribuable uniquement à des motifs politiques ». Dans le cadre de l'accord sur le démantèlement de son arsenal chimique, le régime syrien n'avait pas l'obligation de déclarer ses stocks de chlore, car ce produit est couramment utilisé par l'industrie.
Selon le professeur Frédéric Baud, chef de service de la réanimation médicale et toxicologique de l'hôpital Lariboisière, à Paris : « Les symptômes principaux sont des brûlures au niveau des yeux – qui empêchent de regarder et donc de s'échapper de l'atmosphère toxique – du nez, de la gorge, une atteinte des bronches et des alvéoles pulmonaires et, parfois, une irritation cutanée. La victime commence par suffoquer, incapable d'échapper au gaz, d'où le nom de “suffocant” de cette terrible classe d'armes chimiques. Les lésions peuvent être graves, voire mortelles : œdème pulmonaire, insuffisance respiratoire, crise d'asthme sévère. Les plus vulnérables sont les enfants ».

### Réutilisation du sarin en 2016 et 2017
Pour le Ministère français des Affaires étrangères, les gaz de combat sont utilisés à près de 130 reprises par le régime syrien entre octobre 2012 et avril 2017. L'Organisation pour l'interdiction des armes chimiques (OIAC) affirme également avoir comptabilisé 45 attaques chimiques présumées entre mi-2016 et fin avril 2017. La plus meurtrière est celle sur Khan Cheikhoun le 4 avril 2017.
Le 6 septembre 2017, la commission d'enquête de l'ONU sur la situation des droits de l'Homme en Syrie affirme dans un rapport que les troupes du régime syrien ont utilisé des armes chimiques à 27 reprises dans des zones tenues par la rébellion, sur 33 bombardements chimiques dûment attestés depuis 2011.
Le 24 octobre 2017, la Russie met son véto à la prolongation du Joint Investigative Mechanism (JIM), dont le mandat expire le 17 novembre. Moscou avait auparavant demandé, sans succès, à ce que le vote soit reporté après la remise du rapport sur le massacre de Khan Cheikhoun et avait laissé entendre qu'il s'opposerait au renouvellement du mandat du JIM, si son rapport établissait la culpabilité du régime syrien,.
Selon l'agence de presse Reuters, des analyses d'échantillons prélevés sur les sites de la Ghouta après l'attaque du 21 août 2013 montrent qu'ils contiennent des marqueurs chimiques (hexamine) identiques à ceux des échantillons recueillis sur les produits dont le régime syrien avait accepté de se défaire au début de 2014 à la suite de l'accord intervenu à l'intervention de la Russie. Ces marqueurs ont également été détectés dans les échantillons fournis par des tiers sur les sites de Khan Cheikhoun et Khan Al-Assal,. Cette identification ainsi que sa méthode convergent avec les résultats de l'enquête des services de renseignements français.
L'hebdomadaire flamand Knack révèle en avril 2018 que la justice belge a ouvert une enquête contre trois entreprises du pays concernant l'exportation illégale de 168 tonnes d'isopropanol, produit pouvant servir à confectionner du gaz sarin, vers la Syrie et le Liban entre mi-2014 et fin 2016 malgré l'interdiction de l'OIAC, alors que 120 tonnes avaient été détruites par l'OIAC en Syrie en 2014. Les entreprises avancent avoir fait commerce avec des firmes privées syriennes et libanaises produisant des peintures, vernis et liquides de refroidissement. La douane belge, mise en cause pour ne pas avoir appliquée l'interdiction de l'OIAC, s'est retournée contre les entreprises en question, et un procès aura lieu à partir du 15 mai devant le tribunal correctionnel d'Anvers,.
À la suite du rapport imputant la responsabilité du régime syrien à l'attaque au sarin de Latamné en mars 2017, l'OIAC affirme que le régime syrien n'avait pas déclaré et détruit l'ensemble de son stock et installations de productions d'armes chimiques.

## Armes chimiques de l'État islamique
L'État islamique fait usage de gaz moutarde (et peut-être du chlore) lors de la guerre civile syrienne et la seconde guerre civile irakienne,,,,. En mai 2016, Ahmet Üzümcü, directeur général de l'Organisation pour l'interdiction des armes chimiques (OIAC), affirme que les djihadistes de l'État islamique ont « la technologie, le savoir-faire et l'accès aux substances » qui leur permet de fabriquer leurs propres armes chimiques. Les capacités de production chimique seraient situées à Mossoul, en Irak. Une partie de cet armement serait artisanal — le gaz moutarde étant notamment facile à fabriquer — mais des munitions ou des équipements servant à sa fabrication pourraient également avoir été pris dans de stocks de l'armée syrienne ou de l'armée irakienne.
Le 30 janvier 2015, le commandement militaire américain au Moyen-Orient annonce avoir tué dans une frappe aérienne près de Mossoul, Saleh Jassim Mohammed Falah Al-Sabaawi, dit « Abou Malik » présenté comme « l'expert en armes chimiques qui a travaillé dans l'usine Al-Muthanna de Saddam Hussein, avant de rejoindre Al-Qaïda en 2005 ». L'usine Al-Muthanna (en), située au nord-ouest de Bagdad, étant le principal site de production d'armes chimiques irakien pendant les années 1980, et qui fut également brièvement occupée par les djihadistes en juin 2014. En octobre 2015, une « commission pour la fabrication et le développement militaire » de l'État islamique lance un appel aux « ingénieurs spécialisés en physique, mécanique et aviation, cartographie, métallurgie et chimie » à prendre contact avec les « bureaux de ressources humaines » installés dans les localités sous son contrôle.
En août 2016, l'OIAC et l'ONU confirment l'utilisation d'obus de gaz moutarde par l’État Islamique à Marea (Syrie) contre les rebelles,,.
Selon Columb Strack, un expert du Moyen-Orient de IHS Markit : « l'EI utilise des armes chimiques principalement pour leur impact psychologique, leur létalité ne dépassant pas l'utilisation d'armes conventionnelles ». De même pour Olivier Lepick, spécialiste des armes chimiques dans le think tank de la Fondation pour la recherche stratégique : « L'intérêt de l'État islamique est avant tout psychologique. Plus qu'un intérêt militaire, à relativiser, le but est d'avant tout de terroriser l'adversaire et les populations. La simple mention “armes chimiques” fait excessivement peur, même si le gaz moutarde n’est pas à proprement parler une arme de destruction massive ».
En juin 2017, le IHS Conflict Monitor affirme avoir décompté 71 accusations d'utilisation d'armes chimiques par l'EI, dont 41 en Irak et 30 en Syrie, entre juillet 2014 et janvier 2017. Le service d'analyse indique alors que la dernière « accusation d'usage d'armes chimiques par l'EI en Syrie remonte au 8 janvier 2017 à Tall Qabr al-Maqri, dans la province d'Alep ». Pour le IHS Conflict Monitor, le centre de production d'armes chimiques de l'EI est à Mossoul, mais fin 2016 la bataille de Mossoul « a coïncidé avec une réduction importante de l'usage d'armes chimiques par l'EI en Syrie. [...] Cela suggère que le groupe n'a pas mis en place davantage de sites de production d'armes chimiques en dehors de Mossoul. [...] L'EI a probablement toujours la capacité de produire ailleurs de petites quantités de chlore et de gaz moutarde de mauvaise qualité ».

## Accusations contre les rebelles
Les rebelles ont été accusés par le régime syrien, la Russie et l'Iran d'avoir fait usage d'armes chimiques lors de conflits, cependant ces accusations n'ont pas été prouvées,.
Le 9 décembre 2012, la base de Cheikh Souleimane est prise d'assaut par le Front al-Nosra et quelques autres groupes rebelles et djihadistes,. Au cours du siège, les rebelles avaient affirmé que la base abritait un centre de recherche scientifique. Mais une fois prise, ils affirment qu'aucune arme chimique n'a été découverte. Cependant selon Foreign Policy, le Front al-Nosra se serait bien emparé de stocks de chlore, de sarin et de gaz moutarde à Cheikh Souleimane, d'après le témoignage d'un combattant de l'État islamique nommé Abou Ahmad, qui était alors membre du Front al-Nosra. Selon ce dernier, si le butin fut distribué entre les différents groupes, seul le Front al-Nosra conserva les armes chimiques. Cet arsenal pourrait ensuite être tombé, au moins en partie, aux mains de l'État islamique, après l'allégeance de plusieurs combattants issus des rangs d'al-Nosra.
Le 6 mai 2013, Carla del Ponte, magistrate suisse et membre de la Commission d'enquête de l'ONU déclare dans une interview en Suisse que : « selon les témoignages que nous avons recueillis, les rebelles ont utilisé des armes chimiques, faisant usage de gaz sarin ». Ses accusations reposent sur des témoignages de victimes et de médecins recueillis par des enquêteurs de l'ONU dans les pays voisins de la Syrie, elle ajoute cependant que la commission n'a pas recueilli de preuves irréfutables à ce sujet : « Nous avons des suspicions fortes, concrètes, mais pas de preuve incontestable de l'utilisation de gaz sarin ». Ces déclarations sont cependant contredites le même jour par la commission d'enquête internationale de l'ONU sur les violations des droits de l'homme en Syrie qui affirme ne pas avoir d'éléments suffisants lui « permettant de conclure que des armes chimiques ont été utilisées par les parties au conflit »,.
Le 1er juin 2013, l'armée syrienne déclare avoir saisi deux cylindres contenant du gaz sarin ainsi que des armes et bombes d'une cache d'armes des combattants de l'opposition dans le Hama. Le 14 juin 2014, l'OPCW confirme que ces cylindres contiennent du gaz sarin, et le secrétaire général à l'ONU Ban Ki-Moon en informe le conseil de l'ONU le 7 juillet 2014.
Le 8 avril 2016, un porte-parole de Jaych al-Islam admet l'usage d'armes « interdites » contre les milices kurdes et les civils lors de l'attaque de Cheikh Maqsoud, à Alep, affirmant que cet usage a été fait « illégalement » par l'un de ses commandants, alors que ces armes ne font pas partie de leur arsenal autorisé. Bien que les substances utilisées n'ont pas été spécifiées, la Croix Rouge kurde décrit les symptômes qui sont cohérents avec l'usage d'un gaz tel que le chlore (vomissements et difficultés respiratoires) chez quatre patients. Jaych al-Islam a plus tard clarifié que l'usage d'armes « interdites » se référait à des « missiles Grad modifiés » et non pas à des armes chimiques,.

## Enquêtes
Le 7 août 2015, le Conseil de sécurité des Nations unies adopte à l'unanimité la résolution 2235 (en), qui permet la création d'un mécanisme d'enquête conjoint (en) — ou Joint Investigative Mechanism (JIM) — composé d'experts des Nations unies et de l'Organisation pour l'interdiction des armes chimiques (OIAC) et chargée d'identifier les auteurs d'attaques chimiques en Syrie,. Cependant la Russie bloque le lancement de l'enquête jusqu'au 10 septembre, après avoir demandé des garanties sur plusieurs points. De décembre 2015 à août 2016, le JIM reçoit 130 allégations d'utilisation d'armes chimiques en Syrie, dont 13 concernant du sarin, 12 du gaz moutarde, 4 du VX et 41 du chlore. De 2015 à 2017, le JIM mène ses enquêtes et conclut à la responsabilité de l'armée syrienne dans plusieurs attaques au sarin et au chlore et à la responsabilité de l'État islamique dans une attaque au gaz moutarde. Le 26 octobre 2017, le JIM conclut également à la responsabilité du régime syrien dans l'attaque chimique de Khan Cheikhoun. L'enquête est cependant immédiatement rejetée par la Russie.
Le mandat du Joint Investigative Mechanism (JIM) expire le 16 novembre 2017, mais le 24 octobre 2017, la Russie met son véto à une prolongation de son mandat. La Bolivie vote également contre ; la Chine et le Kazakhstan s'abstiennent ; les États-Unis, la France, le Royaume-Uni, l'Égypte, l'Éthiopie, l'Italie, le Japon, le Sénégal, la Suède, l'Ukraine et l'Uruguay votent pour,. Moscou avait auparavant demandé, sans succès, à ce que le vote soit reporté après la remise du rapport sur le massacre de Khan Cheikhoun et avait laissé entendre qu'il s'opposerait au renouvellement du mandat du JIM, si son rapport établissait la culpabilité du régime syrien. Il n'exclut pas de renégocier le mandat du JIM après la remise du rapport,,,. Deux projets de résolution — l'un russe, l'autre américain — entrent alors en concurrence au Conseil de sécurité des Nations unies,. Le projet russe prévoit initialement une prolongation du mandat des enquêteurs de six mois, contre dix-huit pour le projet américain avant qu'ils ne s'accordent tous deux pour une prolongation d'un an ; Moscou réclame également le gel des conclusions du rapport du JIM sur le massacre de Khan Cheikhoun et une nouvelle enquête en Syrie avec une équipe recomposée,. Le vote se tient le 16 novembre : la Russie met une nouvelle fois son veto — son 10e concernant le conflit syrien — au projet américain ; la Bolivie vote également contre, la Chine et l'Égypte s'abstiennent, les onze autres États votent pour,. Peu après, le projet russe est à son tour rejeté avec quatre voix pour — Russie, Chine, Bolivie et Kazakhstan — sept voix contre — États-Unis, France, Royaume-Uni, Suède, Italie, Uruguay et Ukraine — et quatre abstentions — Égypte, Éthiopie, Japon et Sénégal,,. Le Japon propose alors un projet d'un simple renouvellement technique de 30 jours, mais le 17 novembre la Russie place son 11e veto,. Le mandat du JIM s'achève alors.
Le 27 juin 2018, les États membres de l'OIAC se réunissent à La Haye et votent une résolution proposée par le Royaume-Uni et soutenue par les États-Unis et la France qui habilite l'OIAC à désigner les auteurs d'attaques chimiques en Syrie. La Russie, la Syrie et l'Iran tentent de s'opposer au texte, mais celui-ci est adopté à l'issue du vote, avec 82 voix pour et 24 contre,. L'Équipe d'enquête et d'identification (IIT) est formée au printemps 2019. Elle entame sa mission fin juin. Cependant le régime syrien lui refuse l'accès à son territoire.
Le 8 avril 2020 une équipe d'enquêteurs de l'OIAC conclut que l'armée syrienne est responsable de trois attaques au chlore et au sarin à Latamné les 24, 25 et 30 mars 2017.
Le 12 avril 2021, l'OIAC impute également une attaque sur Saraqeb, qui a affectés douze personnes le 4 février 2018, au régime syrien.
Le 1er février 2022, l'utilisation de chlore comme arme chimique le 1er octobre 2016 à Kafr Zita, est imputée au régime syrien par l'OIAC.

## Liste d'attaques chimiques
Plusieurs centaines d'attaques chimiques, essentiellement attribuées au régime syrien, sont documentées. Le Global Public Policy Institute dénombre « au moins 349 attaques chimiques vérifiées » entre 2012 et 2019. La liste suivante ne comprend que les principales attaques chimiques ayant été couvertes dans les médias.
- Le 17 octobre 2012, première utilisation du sarin à Kafr Takharim et Salqin, à 60 kilomètres à l'ouest d'Alep, « fortement présumée » d'avoir été menée par l'armée du régime[4],[11].
- Le 19 novembre 2012, forte suspicion d'utilisation de sarin par le régime à Harasta, dans la Ghouta orientale[11]
- Le 23 décembre 2012, attaque au sarin à Homs[143],[144],[1].
- Le 19 mars 2013 une attaque chimique a lieu à Khan Al-Assal, près d'Alep et le même jour à Otaybah près de Damas[143],[144],[33],[30]. Les deux camps s'accusent d'être à l'origine de l'attaque : selon le régime elle a fait au moins 26 morts, dont 16 de ses soldats[48]. Pour le site d'enquête Bellingcat, le gouvernement syrien est responsable de l'attaque[145].
- Le 24 mars 2013 à Adra vers 21 heures, qui a fait 2 morts et 39 blessés[143],[144],[30],[146].
- Du 11 au 18 avril 2013, plusieurs attaques chimiques sur les combattants du front de Jobar, près de Damas[147],[148],[30].
- Le 13 avril 2013, dans le quartier de Cheikh Maqsoud, à Alep, les Kurdes des YPG qui jusqu'à présent avaient plutôt appuyé le régime, combattent pour la première fois aux côtés des rebelles[149]. En représailles, le régime bombarde le quartier kurde à partir du 6 avril et le 13, une attaque au gaz sarin tue trois personnes — une mère et ses deux fils — et fait 17 blessés[150],[149],[1],[151],[152],[153].
- Les 29 et 30 avril 2013, une attaque chimique à Saraqeb, dans le gouvernorat d'Idleb[154],[33]. Trois grenades de sarin sont larguées par un hélicoptère de l'armée syrienne : la première explose sans faire de victimes, la seconde tue une personne et fait une vingtaine de blessés, la troisième n'explose pas et est récupérée par les services de renseignement français[4]. Ces derniers, grâce à cette munition et la récupération d'échantillons de sang, d'urine, de terre et de munitions, prélevés sur les victimes ou sur les sites de Saraqeb et de Jobar confirment l'usage de gaz sarin produit par le département chimie du régime syrien[155],[4].
- Le 5 août 2013 ont lieu des attaques chimiques à Adra et Douma, des villes de la Ghouta orientale, elles font entre 400 et 450 blessés, essentiellement civils[156].
- Le 21 août 2013, massacre de la Ghouta : l'attaque est menée avec du gaz sarin et selon diverses estimations, entre 355 et 1 845 personnes sont tuées, dont un grand nombre de femmes et d'enfants. Loyalistes et rebelles s'accusent mutuellement d'être responsable de l'attaque, mais le régime syrien demeure le seul suspect plausible, au vu de la coordination et d l'ampleur de l'attaque, sur plusieurs banlieues de Damas, entre 2 et 5 heures, et le sarin utilisé venant de sa production. Cette attaque fait l'objet de plaintes déposée à l'encontre du régime syrien[157],[158],[159],[160],[161],[162].
- Les 11, 12 et 18 avril 2014, première attaque chimique de Kafr Zita, près de Hama : des barils de chlore sont largués sur un village tenu par les rebelles. Des habitants de la localité, le CNS, l'OSDH, les États-Unis et la France accusent l'armée syrienne, tandis que le régime attribue la responsabilité de l'attaque au Front al-Nosra[163],[164],[165]. La CNS demande une enquête[163]. Les attaques des 11 et 12 avril font deux morts et 70  à   100 blessés selon des bilans donnés par le CNS et la télévision d'État syrienne[165],[164]. Le Joint Investigative Mechanism (JIM), la commission d'enquête conjointe de l'ONU et de l'Organisation pour l'interdiction des armes chimiques (OAIC), déclare cependant en août 2016 ne pas disposer de preuves suffisantes pour déterminer la responsabilité de l'attaque[83],[166]. Human Rights Watch attribue l'attaque au régime syrien[24].
- Le 21 avril 2014 : une attaque chimique à Talmenes est menée avec des bombes barils et du chlore largués par hélicoptère par l'armée syrienne, selon le Joint Investigative Mechanism (JIM), la commission d'enquête conjointe de l'ONU et de l'Organisation pour l'interdiction des armes chimiques (OAIC), dans un rapport publié en août 2016[83],[84]. Human Rights Watch attribue également l'attaque au régime syrien[24].
- Le 16 mars 2015 une double attaque chimique à Sarmine et Qmenas, dans le gouvernorat d'Idleb : selon Amnesty International, deux attaques, menées probablement au chlore par l'armée gouvernementale, provoquent à Sarmine la mort de six membres d'une même famille, dont trois enfants de moins de trois ans, et fait des dizaines de blessés, dont quelques membres de l'Armée syrienne libre et une grande majorité de civils[167],[168]. Le Joint Investigative Mechanism (JIM), la commission d'enquête conjointe de l'ONU et de l'OAIC, confirme l'utilisation de chlore et la responsabilité de l'armée syrienne à Sarmine dans un premier rapport publié le 24 août 2016, puis à Qmenas dans un deuxième rapport publié le 21 octobre 2016[83],[84],[166].
- Le 24 mars 2015, à Binnish. Le Joint Investigative Mechanism (JIM) déclare cependant en août 2016 ne pas disposer de preuves suffisantes pour déterminer la responsabilité de l'attaque[83],[166].
- Le 21 avril 2015, à Marea : d'après Médecins sans frontières, la Syrian American Medical Society (SAMS) et des militants syriens, une attaque chimique au gaz moutarde est commise par l'État islamique le 21 août 2015 lors de la bataille de Marea, livrée contre les rebelles. Environ 50 obus sont tirés au mortier sur Marea, blessant au moins 50 civils et provoquant la mort d'un bébé selon la SAMS et Amnesty International[103],[169]. Le 5 novembre 2015, l'Organisation pour l'interdiction des armes chimiques (OIAC) confirme l'utilisation de gaz moutarde à Marea le 21 août[3]. Puis en août 2016, l'enquête conjointe de l'ONU et de l'OIAC confirme à son tour l'utilisation de gaz moutarde et la responsabilité de l'État islamique dans l'attaque de Marea[104],[83].
- Le 8 avril 2016, la Croix Rouge kurde dénonce une attaque de Jaych al-Islam sur une banlieue d'Alep après la prise en charge de 4 personnes, civils et combattants, souffrant de « vomissements et difficultés respiratoires », les symptômes de ces blessés évoquent le possible usage de chlore[113].
- Les 2 et 10 août 2016 : selon Amnesty International des attaques au chlore sont menées par l'armée syrienne contre les quartiers tenus par les rebelles à Alep-Est, elles font au moins quatre morts et 60 blessés, dont 40 enfants[170].
- Le 2 août 2016, à Saraqeb, l'OSDH fait état de 24 cas de suffocation[24].
- Les 15 et 16 septembre 2016, à Oum Hoch (en), dans le gouvernorat d'Alep, une attaque au gaz moutarde est menée par l'État islamique selon le Joint Investigative Mechanism (JIM)[171].
- Le 1er octobre 2016, une attaque au chlore, largué par hélicoptère, a lieu près d'un hôpital de campagne de Kafr Zita, dans le gouvernorat de Hama, et entraîne des difficultés respiratoires pour une vingtaine de personnes, selon l'OIAC, qui a pu obtenir une bonbonne industrielle de chlore retrouvée sur place[142],[172].
- En novembre et décembre 2016, à Alep : selon Human Rights Watch, lors de la bataille d'Alep, les hélicoptères du régime répandent du chlore à au moins huit reprises à Alep-Est entre le 17 novembre et le 13 décembre 2016, provoquant la mort de neuf personnes, dont quatre enfants, et faisant 200 blessés parmi les civils[173],[174].
- Le 12 décembre 2016, Massacre d'Uqayribat, Jrouh, Slaliyah, Al-Qastal et Hamadi Omar : une attaque chimique est menée dans l'est du gouvernorat de Hama, dans cinq villages tenus par l'État islamique — Uqayribat, Jrouh, Slaliyah, Al-Qastal et Hamadi Omar. L'attaque aérienne, qui aurait été menée avec du sarin, a fait plusieurs dizaines de victimes civiles[175]. Selon Human Rights Watch, le Réseau syrien des droits de l'homme et le Centre de documentation des violations en Syrie, les bombes chimiques ont été larguées par des avions[176]. Dans un rapport publié le 1er mai 2017, Human Rights Watch impute l'attaque au régime syrien[176].
- Le 24 mars 2017, à Latamné, une attaque au sarin est effectuée selon l'OIAC[177],[178]. Elle fait une trentaine de blessés et aucun mort[178]. Dans un rapport publié le 8 avril 2020, l'équipe d'identification et d'enquête de l'OIAC désigne l'armée syrienne comme responsable de l'attaque[179].
- Le 25 mars 2017, à Latamné, une attaque au chlore est effectuée contre l'hôpital selon l'OIAC[177],[178]. Deux personnes sont tuées, dont un médecin, 33 personnes sont exposées au chlore, dont 15 sont des employés de l'hôpital[178],[180]. Dans un rapport publié le 8 avril 2020, l'équipe d'identification et d'enquête de l'OIAC désigne l'armée syrienne comme responsable de l'attaque[179].
- Le 30 mars 2017, à Latamné, selon l'Observatoire syrien des droits de l'homme (OSDH), Médecins sans frontières (MSF) et Human Rights Watch, une attaque chimique est menée par l'aviation du régime au cours d'une offensive rebelle[181],[182]. L'attaque fait une cinquantaine de blessés selon l'OSDH[182],[176]. En octobre 2017, l'Organisation pour l'interdiction des armes chimiques (OIAC) conclut que du sarin a été utilisé lors de cette attaque[183]. Dans un rapport publié le 8 avril 2020, l'équipe d'identification et d'enquête de l'OIAC désigne l'armée syrienne comme responsable de l'attaque[179].
- Le 4 avril 2017, Massacre de Khan Cheikhoun : une nouvelle attaque chimique est menée par des avions du régime syrien au nord des positions rebelles, toujours lors de l'offensive de Hama. Selon l'Union des organisations de secours et soins médicaux (UOSSM), elle fait au moins 100 morts et 400 blessés parmi les civils[184].
- Le 1er juillet 2017, à Aïn Fama, dans la Ghouta orientale : le groupe rebelle Faylaq al-Rahman accuse le régime syrien d'avoir mené une attaque au chlore ayant fait une trentaine de blessés parmi ses combattants[185],[186].
- Le 18 novembre 2017, une attaque chimique du régime syrien fait une trentaine de blessés à Harasta, parmi des combattants d'Ahrar al-Cham selon la commission d'enquête de l'ONU sur les crimes de guerre en Syrie[187].
- Le 22 janvier 2018 et le 1er février 2018, deux attaques au chlore sont effectuées à Douma par l'armée syrienne selon un rapport de la commission d'enquête des Nations unies sur la situation des droits de l'Homme en Syrie publié le 13 septembre 2018[188]. Dans le deux cas, une roquette artisanale a été utilisée pour l'attaque et les « munitions ont été fabriquées à partir d'obus d'artillerie iraniens produits de manière industrielle » et fournis à l'armée syrienne[188]. Ces attaques ont fait des blessés, dont des femmes et des enfants[188]. Le site d'enquête Bellingcat évoque également qu'une première attaque au chlore a été signalée le 13 janvier, sans que les munitions n'aient été retrouvées[189].
- Le 4 février 2018, une attaque chimique est menée à Saraqeb : onze civils souffrant d'asphyxie sont hospitalisés après un raid d'hélicoptères[190],[191],[192],[193],[194],[188]. L'utilisation dans cette attaque de chlore comme arme chimique est confirmé par l'OIAC le 16 mai 2018[195],[196]. Le 13 septembre 2018, la commission d'enquête des Nations unies sur la situation des droits de l'Homme en Syrie conclut dans un rapport que l'attaque a été menée par l'armée syrienne[188]. Selon la commission, au moins deux barils contenant des charges de chlore ont été largués par des hélicoptères des forces gouvernementales[188]. En avril 2021, l'OIAC impute également cette attaque, qui a affectés douze personnes, au régime syrien[141].
- L'Attaque chimique de Douma du 7 avril 2018, avec du chlore, voire avec un mélange de chlore et de Sarin ou autre agent neurotoxique[197], touche près de 500 personnes, dont 70 souffrant de suffocation[198]. Le bilan de cette attaque chimique, imputée à Bachar el-Assad par les autorités européennes, américaines et turques, est d'abord surestimé (entre 50  et   150 décès). Le bilan, difficile à établir en raison des bombardements et du nombre de personnes coincées dans les abris, est ensuite revu : entre 43 et 48 morts, voire 60, sont généralement attribuées à l'inhalation de substances chimiques[199],[200],[201],[202].
- Le 24 novembre 2018, des dizaines de personnes souffrant de suffocation sont hospitalisées à Alep[203],[204],[205]. Le régime syrien accuse alors les rebelles d'avoir tiré des roquettes contenant du gaz de chlore sur le quartier d'al-Khalidiya et la rue du Nil, dans l'ouest d'Alep[203],[204],[205],[206]. L'agence Sana fait état de 107 cas d'hospitalisation pour suffocation, l'OSDH recense 94 cas de suffocation, dont la majorité quitte rapidement l'hôpital, et le ministère russe de la Défense évoque 46 blessés, dont huit enfants[203],[204],[205]. Les rebelles du Front national de libération (FNL), qui contrôlent l'ouest du gouvernorat d'Alep, démentent quant à eux avoir tiré des projectiles, chimiques ou non, contre la ville d'Alep[203],[207],[205]. Naji Mustafa, leur porte-parole, estime que le régime a pu avoir bombardé lui-même ses propres quartiers[205]. Nasser al-Hariri, le président du Comité de négociation, accuse également le régime de fabriquer un « prétexte » pour relancer une offensive militaire dans le Nord[207]. Hayat Tahrir al-Cham ne fait de son côté aucune réaction[205]. Le 25 novembre, la Russie mène des frappes aériennes contre des positions rebelles pour la première fois depuis la conclusion de l'accord de Sotchi, deux mois auparavant[203],[204],[207],[205],[208]. La Russie affirme avoir ciblé Hayat Tahrir al-Cham, qu'elle accuse être à l'origine de l'attaque[205]. Cependant le FNL déclare que les frappes ont eu lieu dans le secteur d'al-Rachidine, qui est contrôlé par ses troupes et où Hayat Tahrir al-Cham n'est pas présent[205]. Le 7 décembre, les États-Unis affirment que l'attaque du 24 novembre a été commise par l'armée syrienne qui a utilisé des gaz lacrymogènes pour faire croire à une attaque au chlore de la part des rebelles en vue de saper le cessez-le-feu dans la région d'Idleb[209]. En octobre 2020, après enquête, l'OIAC affirme ne pouvoir établir si des armes chimiques ont été utilisées[210].
- Le 19 mai 2019, une attaque chimique au chlore aurait été menée par le régime syrien dans la poche d'Idleb, selon les États-Unis, qui indiquent que plusieurs combattants de l'opposition auraient été blessés[211],[212],[213]. Hayat Tahrir al-Cham accuse également le régime d'avoir lancé une attaque au chlore contre ses combattants dans le gouvernorat de Lattaquié[214]. L'armée syrienne dément en parlant d'une affaire « fabriquée »[214]. L'OSDH déclare n'avoir « documenté aucune attaque chimique dans les montagnes de Lattaquié », précisant qu'une confirmation objective de l'incident étant impossible dans ce secteur, tenu uniquement par les djihadistes et déserté par les civils[214]. Les Casques blancs déclarent également ne disposer « d'aucune information sur cette attaque »[214]. Le 26 septembre, Mike Pompeo, le secrétaire d’État américain, confirme l'utilisation de « chlore comme arme chimique » lors de cette attaque[215].

## Bilan humain
Mediapart indique en juin 2017 que, selon les ONG médicales et humanitaires, les attaques chimiques en Syrie auraient fait près de 2 000 morts.
Selon le Centre de documentation des violations en Syrie (VDC), de 2012 au 14 novembre 2017, les attaques chimiques au sarin et au chlore ont fait au moins 3 436 morts sur un total de 13 612 victimes.
Pour Eliot Higgins, fondateur du site d'enquête Bellingcat, de 2012 à novembre 2017, plus d'une centaine d'attaques chimiques ont été menées en Syrie ; la plupart au chlore et au moins six au sarin.
Deux ONG syriennes, le Réseau syrien des droits de l'homme et Syrian Archive affirment avoir documenté 221 attaques chimiques entre décembre 2012 et mars 2019, dont 216 seraient imputables au régime syrien et 5 à l’État islamique. Selon leur rapport, les attaques chimiques ont tué au moins 1 461 personnes dont 1 397 civils (dont 185 enfants), 57 combattants rebelles et 7 prisonniers de l'opposition, et ont blessé au moins 9 885 personnes, dont 9 753 ont été blessées à la suite des attaques du régime syrien et 132 ont été blessées à la suite des attaques de l’État islamique.
97,6% des victimes des attaques chimiques majeures (ayant causé au moins 10 morts directes) sont des civils, contre 2,4% de combattants, ce qui indique, selon les chercheurs, un ciblage délibérés des civils.

## Sanctions et représailles contre les responsables du programme chimique syrien
En 2011, le Trésor américain et l’Union européenne gèlent des avoirs du Centre d’études et de recherches scientifiques (CERS). Fin 2011, des mesures identiques sont prises contre des sociétés-écrans utilisées par le CERS pour acheter du matériel sensible à l’étranger.
Le 21 mars 2018, le ministre français de l'Économie et des Finances, Bruno Le Maire, sanctionne par un gel de leurs avoirs plusieurs responsables du CERS : le général de brigade Youssef Ajeeb, chef de la sécurité du CERS, Maher Soulaiman, médecin et directeur de l'Institut supérieur des sciences appliquées et des technologies (Issat), lié au CERS, Salam Tohmé, son directeur-adjoint, et Zuhair Fadhlun, le chef du département 3000.
Le 4 août 2018, Aziz Asber, un haut responsable du Centre d’études et de recherches scientifiques (CERS), est assassiné près de Masyaf par l'explosion d’un engin positionné sur la route. L'attaque est revendiquée par un groupe rebelle islamiste : les brigades Abou Amara. Cependant le New York Times estime que le Mossad serait derrière cet assassinat. Aziz Asber dirigeait l'antenne du CERS à Masyaf. Selon le New York Times, il dirigeait une unité du CERS appelée « Secteur 4 » et chargée, de construire une usine de fabrication de missiles et d’obus souterraine, en liaison avec des autorités militaires iraniennes,,.

## Justice
Des plaintes sont déposées dans plusieurs pays d'Europe, notamment en Allemagne, en France et en Suède, pour crime contre l'humanité, contre le régime syrien ou plusieurs de ses hauts dignitaires, y compris Bachar el-Assad en personne, concernant plusieurs attaques chimiques, dont celles d'Adra et Douma, celle de la Ghouta, celle de Khan Cheikoun et celle de Douma,.
Fin décembre 2021, Salah Habib, un franco-syrien est arrêté en France et mis en examen pour « entente en vue de commettre des crimes contre l’humanité, complicité de crimes contre l’humanité et complicité de crimes de guerre » accusé d'avoir acheminé du matériel au CERS ayant pu servir à la fabrication d'armes chimiques,.
Le 14 novembre 2023, La justice française émets un mandat d'arrêt international contre Bachar el-Assad, accusé de complicité de crimes contre l'humanité pour les attaques chimiques perpétrées à l'été 2013 en Syrie.